# Ionei Silva
Ionei Silva (Uberlândia, 5 de fevereiro de 1942 - Uberlândia, 22 de julho de 2013) foi um dublador, ator, radialista e diretor de dublagem brasileiro.

## Biografia
Em Uberlândia, foi radialista e diretor da Rádio Educadora. Depois foi para a Rádio Bela Vista e quando a mesma faliu, Ionei foi para São Paulo. Lá, ele passou por dificuldades e foi onde conseguiu emprego numa rádio. Pouco tempo depois, um amigo seu o convidou para fazer dublagens em um estúdio onde trabalhava. Até aquele momento, Ionei nunca havia feito dublagens. Lá ele fez testes e foi aprovado, iniciando sua carreira de dublador em 1958, aos 16 anos, ficando em São Paulo durante 10 anos. Depois recebeu um convite do Rio de Janeiro para dirigir na Cinecastro, lugar este onde ele ficou por pouco menos de dois anos, pois ela acabou falindo também. Logo após, foi trabalhar em estúdios como a Herbert Richers, Peri Filmes, Delart, e outros.Entre alguns de seus personagens dublados estão, o Mestre dos Magos no desenho Caverna do Dragão, Tutubarão, que era um tubarão bem atrapalhado, o vilão de Star Wars: O Retorno de Jedi, o Imperador Palpatine, Idek Go (Ultraman Jack) e o Dr. Sam do desenho Space Battleship Yamato, que no Brasil recebeu o nome de Patrulha Estelar
Ionei foi bastante ativo nos anos 80. Com sua voz anasalada e inconfundível, ele dublou diversos personagens de desenhos, filmes, seriados e novelas.

## Morte
Morreu em Uberlândia no dia 22 de julho de 2013, aos 71 anos. Segundo a irmã dele, Ileni Silva Torres, o dublador fez uma cirurgia na vesícula, mas morreu após complicações provocadas por uma inflamação.
“Vivi tudo o que quis, trabalhei muito com amor, mas já foi. Não me arrependo de nada, mas não vivo de saudosismo”, disse Ionei Silva em entrevista ao Correio de Uberlândia, publicada em novembro de 2009.